# Jaspis albescens
Jaspis albescens är en svampdjursart som först beskrevs av R.W. Harold Row 1911.  Jaspis albescens ingår i släktet Jaspis och familjen Ancorinidae.
Artens utbredningsområde är Sudan. Inga underarter finns listade i Catalogue of Life.